# Peru International Series 2016
Die Peru International Series 2016 im Badminton fand vom 3. bis zum 6. März 2016 in Lima statt. Es war die zweite Austragung der Veranstaltung.

## Sieger und Platzierte
| Disziplin    | Gold                        | Silber                       | Bronze                                          |
| ------------ | --------------------------- | ---------------------------- | ----------------------------------------------- |
| Herreneinzel | Yusuke Onodera              | Indra Bagus Ade Chandra      | Bjorn Seguin                                    |
| Herreneinzel | Yusuke Onodera              | Indra Bagus Ade Chandra      | Luka Wraber                                     |
| Dameneinzel  | Airi Mikkelä                | Nanna Vainio                 | Cemre Fere                                      |
| Dameneinzel  | Airi Mikkelä                | Nanna Vainio                 | Akvilė Stapušaitytė                             |
| Herrendoppel | Alwin Francis Tarun Kona    | Job Castillo Lino Muñoz      | Cristian Araya Jose Undurraga                   |
| Herrendoppel | Alwin Francis Tarun Kona    | Job Castillo Lino Muñoz      | Nicolás Macías Gustavo Alfredo Salazar          |
| Damendoppel  | Chisato Hoshi Naru Shinoya  | Cemre Fere Ebru Yazgan       | Daniela Macías Dánica Nishimura                 |
| Damendoppel  | Chisato Hoshi Naru Shinoya  | Cemre Fere Ebru Yazgan       | Paula La Torre Luz María Zornoza                |
| Mixed        | Mario Cuba Katherine Winder | Diego Mini Luz María Zornoza | Bruno Barrueto Paula La Torre                   |
| Mixed        | Mario Cuba Katherine Winder | Diego Mini Luz María Zornoza | Jhonatan Wu Zheng Damaris Mercedes Ortiz Parada |